# 고리버들 의자

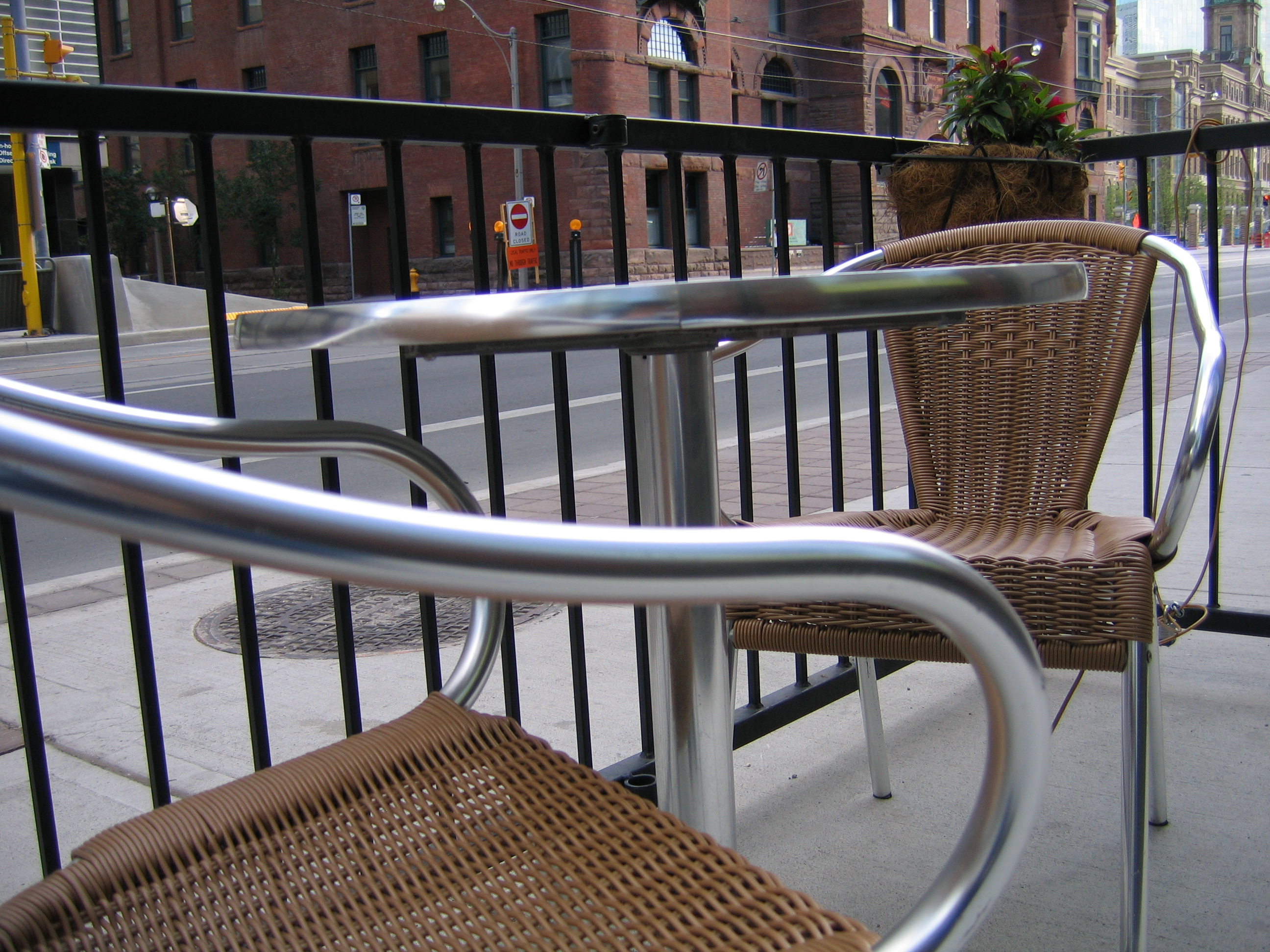
플라스틱 섬유와 철재로 만든 고리버들 의자

고리버들 의자(Wicker chair)는 단단하게 짜여진 섬유를 사용하여 만든 의자를 말한다. 재료는 보통 고리버들을 사용하나, 플라스틱 섬유가 또한 사용된다.

## 같이 보기
- 위커맨